# Francesco Patrizi da Cherso
Francesco Patrizi da Cherso (latin Franciscus Patricius, kroatisk Frane Petrić) (født 25. april 1529 i Cherso, død 6. februar 1597) var en italiensk filosof.
Patrizi var i en årrække lærer i filosofi i Ferrara, men tilbragte sin sidste tid i Rom, hvor han døde. I sine værker Discussiones peripateticæ (1581) og Nova de universis philosophia (1591) udvikler han et filosofisk system, der i grundtankerne slutter sig nær til den foregående tids nyplatonisme, men ved siden af Telesios hovedværk er det betydeligste og mest selvstændige forsøg på at opbygge en fuldstændig naturfilosofi; mod den aristoteliske lære, som den lærtes i renaissancens Italien, polemiserede Patrizi stærkt og ønskede den endog udryddet ved et paveligt forbud.